# 湯布院町川上
湯布院町川上（ゆふいんちょうかわかみ）とは、大分県由布市内の大字。郵便番号は879-5102。

## 地理
由布市の北部、由布岳の西方に位置する。旧湯布院町の中心部であるとともに、湯布院温泉観光の中心地でもある。由布院駅前から金鱗湖にかけての「富士見通り」などの仲見世通りは観光客でにぎわうほか、旅館や別荘、共同温泉が多数存在する。北部は山岳の斜面を利用した牧場があるほか、西日本最大の陸上自衛隊日出生台演習場がある。
湯布院町塚原、湯布院町川南、湯布院町川北、湯布院町中川、庄内町平石と接し、他市町とは宇佐市安心院町、玖珠郡九重町、別府市と接する。

## 歴史
- 1889年4月1日 - 町村制の施行により、北由布村が発足。（速見郡北由布村）
- 1936年4月1日 - 北由布村・南由布村が合併し、由布院村が成立。（速見郡由布院村）
- 1947年1月1日 -  町制施行により速見郡由布院町が成立。（速見郡由布院町）
- 1950年1月1日 - 由布院町が速見郡から大分郡に所属変更。（大分郡由布院町）
- 1955年1月1日 - 由布院町と湯平村が合併し、湯布院町が成立。（大分郡湯布院町大字川上）
- 2005年10月1日 - 挾間町・庄内町・湯布院町で新設合併、市政施行で由布市が成立。大字表記および、小字、番地の「の」が廃止される。（由布市湯布院町川上）[3]。

## 小・中学校の学区
市立小・中学校に通う場合、学区は以下の通りとなる。
| 町名         | 小学校               | 中学校               |
| ------------ | -------------------- | -------------------- |
| 湯布院町川上 | 由布市立由布院小学校 | 由布市立湯布院中学校 |

## 交通

### 鉄道
JR久大本線が通過する。JR由布院駅がおかれている。

### バス
亀の井バスおよび由布市が運営するコミュニティバスが運行されているほか、由布院駅前からは西鉄天神高速バスターミナル、別府北浜、大分空港へ向かう高速バス路線が出ている。

### 道路
- 大分自動車道（通過）
- 大分県道・熊本県道11号別府一の宮線
- 大分県道50号安心院湯布院線
- 大分県道216号別府湯布院線
- 大分県道617号鳥越湯布院線

## 施設
- 飛岳
- 由布岳
- 金鱗湖
- 湯布院デジタルテレビ中継局
- ゆふいんラヂオ局演奏所・飛岳送信所
- 由布市役所湯布院庁舎・湯布院公民館
- 由布市消防本部湯布院出張所
- 陸上自衛隊湯布院駐屯地
- 陸上自衛隊日出生台演習場
- 宇奈岐日女神社
- 天祖神社